# Lista dos vídeos mais curtidos no TikTok
Esta lista contém os 25 vídeos mais curtidos na rede social de compartilhamento de vídeos do TikTok. O vídeo mais curtido na plataforma é uma dublagem de Bella Poarch, com mais de 50 milhões de curtidas, da música "Soph Aspin Send", também conhecida como "M to the B", de Millie B.
O usuário que tem mais vídeos no top 25 é Khaby Lame, com oito vídeos. "SugarCrash!", de ElyOtto, está em três vídeos, sendo a única música a aparecer em vários vídeos da lista.

## Vídeos principais
A tabela a seguir lista os 25 vídeos mais curtidos no TikTok, com o número de curtidas, o usuário, a música que está no vídeo e a data em que foi postado. E nesta lista, Khaby Lame aparece com um total de 8 vídeos.
| Posição                         | Usuário                                     | Curtidas (milhões) | Descrição da postagem                                       | Música usada                                       | Data do carregamento    | Notas |
| ------------------------------- | ------------------------------------------- | ------------------ | ----------------------------------------------------------- | -------------------------------------------------- | ----------------------- | ----- |
| 1                               | Bella Poarch (@bellapoarch)                 | 63.8               | Sincronização labial                                        | "Soph Aspin Send", de Millie B                     | 18 de agosto de 2020    | [ A ] |
| 2                               | Franek Bielak (@fredziownik_art)            | 51.6               | Desenhando                                                  | "Deep End", de Fousheé                             | 28 de dezembro de 2020  |       |
| 3                               | Nick Luciano (@thenickluciano)              | 51.2               | Sincronização labial                                        | "SugarCrash!", de ElyOtto                          | 23 de fevereiro de 2021 |       |
| 4                               | ToTouchAnEmu (@totouchanemu)                | 45.2               | Rebolando ao som de “Stay” de The Kid LAROI e Justin Bieber | "Stay", de The Kid LAROI & Justin Bieber           | 29 de julho de 2021     |       |
| 5                               | Billie Eilish (@billieeilish)               | 40.9               | Filtro "Time Warp Scan"                                     | —                                                  | 11 de novembro de 2020  | [ B ] |
| 6                               | Khabane Lame (@khaby.lame)                  | 37.9               | Descascando uma banana                                      | "Chug Jug With You", de Leviathan                  | 14 de abril de 2021     |       |
| 7                               | British Promise Cats (@britishpromise.cats) | 37.4               | Gato dando patadas na câmera                                | —                                                  | 17 de junho de 2020     |       |
| 9                               | Demi, Dae, and Josh (@daexo)                | 35.3               | Bebê                                                        | "Mua Mua", de Miya                                 | 2 de dezembro de 2020   |       |
| 8                               | Khabane Lame (@khaby.lame)                  | 34.6               | Removendo a máscara da alça de um copo                      | "SugarCrash!", de ElyOtto                          | 12 de abril de 2021     |       |
| 10                              | Khabane Lame (@khaby.lame)                  | 33.3               | Abrindo uma porta                                           | "oops!", de Yung Gravy                             | 9 de junho de 2021      |       |
| 11                              | Khabane Lame (@khaby.lame)                  | 32.0               | Bebendo um copo de água                                     | "Memories", de Ajay Stevens                        | 8 de abril de 2021      |       |
| 12                              | user1281567775723 (@ninachristine15)        | 31.9               | Gatinho correndo                                            | "You Are So Beautiful", de Bug Hall                | 1 de janeiro de 2021    |       |
| 13                              | Khabane Lame (@khaby.lame)                  | 31.6               | Abrindo a porta de um carro                                 | "Knock Knock", de SoFaygo                          | 30 de junho de 2021     |       |
| 14                              | Khabane Lame (@khaby.lame)                  | 30.8               | Removendo camiseta grudada na porta do carro                | "SugarCrash!", de ElyOtto                          | 12 de maio de 2021      |       |
| 15                              | user9225074089992 (@fxxkmin17)              | 30.3               | Leoa abraçando seu dono                                     | "See You Again", de Wiz Khalifa feat. Charlie Puth | 5 de fevereiro de 2021  |       |
| 16                              | Jalapeno (@cikiee)                          | 30.1               | Cantada                                                     | "At My Worst", de Pink Sweat$                      | 14 de junho de 2021     |       |
| 17                              | Khabane Lame (@khaby.lame)                  | 29.4               | Rasgando um pedaço de papel higiênico de um rolo            | "Roses", de SAINt JHN (Imanbek Remix)              | 3 de maio de 2021       |       |
| 18                              | Khabane Lame (@khaby.lame)                  | 28.3               | Rosto coberto de farinha                                    | ?                                                  | 2 de março de 2021      |       |
| 19                              | Jordy Wilson (@outdoorkindaguy)             | 27.9               | Onda de vento                                               | "Lose Control", de Meduza, Becky Hill and Goodboys | 22 de maio de 2020      |       |
| 20                              | Kelsey Koonce (@its.kels)                   | 26.7               | Interpretando uma sereia                                    | "Vacation", de Dirty Heads                         | 14 de janeiro de 2021   |       |
| 21                              | Nasty Naz (@itsnastynaz)                    | 26.6               | Dando comida a um homem sem-teto                            | "Falling", de Trevor Daniel                        | 2 de janeiro de 2020    |       |
| 21                              | Chipmunks of TikTok (@chipmunksoftiktok)    | 26.6               | Esquilos comendo                                            | —                                                  | 18 de março de 2021     |       |
| 22                              | Kison Kee (@kisonkee)                       | 26.3               | Escorregando com leite                                      | —                                                  | 30 de outubro de 2019   |       |
| 23                              | Kellie and Carson (@_carsongang_)           | 26.2               | Dando a uma criança um prato vazio                          | —                                                  | 10 de fevereiro de 2021 |       |
| 25                              | Michael Le (@justmaiko)                     | 25.7               | Dançando                                                    | "Tra Tra", de Nfasis                               | 11 de março de 2020     | [ C ] |
| A partir de 27 de julho de 2021 |                                             |                    |                                                             |                                                    |                         |       |

## Vídeos históricos mais curtidos do TikTok
A tabela a seguir lista os quatro vídeos que já foram os mais curtidos no TikTok, com o número de curtidas quando o primeiro lugar foi alcançado.
| Conta                                        | Descrição da postagem        | Postagem | Curtidas (milhões) | Dias detidos | Data de postagem      | Data alcançada         |
| -------------------------------------------- | ---------------------------- | -------- | ------------------ | ------------ | --------------------- | ---------------------- |
| Bella Poarch (@bellapoarch)                  | Sincronização labial         |          | 32,8               | 1647         | 18 de agosto de 2020  | 15 de setembro de 2020 |
| British Promise Cats (@ britishpromise.cats) | Gato dando patadas na câmera |          | —                  | 14 – 44      | 17 de junho de 2020   | Julho de 2020          |
| Michael Le (@justmaiko)                      | Dançando                     |          | 22,6               | 50 – 81      | 11 de março de 2020   | Maio de 2020           |
| Kison Kee (@kisonkee)                        | Escorregando com leite       |          | —                  | —            | 30 de outubro de 2019 |                        |
| Em 27 de julho de 2021                       |                              |          |                    |              |                       |                        |